# Szlépka Armand
Szlépka Armand (beceneve: Moh; Budapest, 1998. —) magyar edző, jégkorongozó, a ValóVilág 10 szereplője, és az Ázsia Expressz 3 nyertese.

## Pályafutás
Jégkorongozó karrierjét a Vasas Jégkorong csapatában kezdte, ahol bal oldali védőként szerepel. A csapatban eltöltött évei alatt számos fontos mérkőzésen szerepelt, és hozzájárult a csapat sikeréhez.

## Edzői karrier
A sportolói pályafutása mellett a fitnesz világában is aktív. Jelenleg a Power Plate Fit & Beauty Studio edzője.

## Oktatás
A Kodolányi Egyetemen folytatja tanulmányait, miközben aktívan részt vesz a sportban és az edzői munkában. A Madách Imre Gimnáziumban érettségizett.

## Magánélet
Vácott él, és jelenleg is aktívan részt vesz a magyar sportéletben.